# چراغ زنبوری
چراغ زنبوری

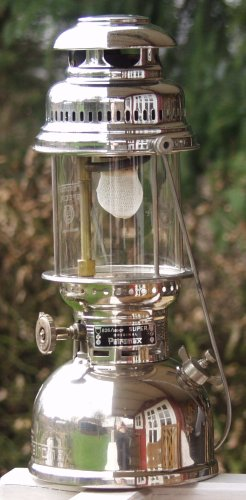
چراغ زنبوری مدل «Petromax 826»

توسط ماکس گرتز در سال ۱۹۱۶ اختراع شد. برای روشن شدن چراغ، توری با بخار الکل گرم می‌شود. سپس توسط تلمبهٔ دستی، نفت درون مخزن سربسته فشرده می‌شود.
حرارت تولید شده توسط توری، نفت ترکیب شده با هوا را تبخیر کرده، این ترکیب، درون توری مشتعل می‌شود.
نام پتروماکس (به انگلیسی: Petromax) مشتق شده از پترو به معنی نفت و ماکس نام کوچک این مخترع است.
معمولاً در کناره مخزن درجه فشارسنج که نمایشگر فشار درون مخزن است تعبیه شده‌است.